# Sci di fondo al XVI Festival olimpico invernale della gioventù europea
Le gare di sci di fondo al XVI Festival olimpico invernale della gioventù europea si sono svolte dal 23 al 27 gennaio 2023 alla Ski Area di Sappada, in Italia.
Sono state disputate tre gare maschili, tre gare femminili e una gara mista, per un totale di 7 gare, a cui hanno preso parte esclusivamente atleti e atlete nati nel 2005 e nel 2006.

## Programma
| Data       | Ora (UTC+1)   | Evento                                                        |
| ---------- | ------------- | ------------------------------------------------------------- |
| 21 gennaio | 09:00 - 13:00 | Allenamento                                                   |
| 22 gennaio | 09:00 - 13:00 | Allenamento                                                   |
| 23 gennaio | 10:00 - 11:30 | 10 km tecnica classica maschile                               |
| 23 gennaio | 12:00 - 14:00 | 7,5 km tecnica classica femminile                             |
| 24 gennaio | 10:30 - 13:00 | 7,5 km tecnica libera maschile                                |
| 25 gennaio | 10:30 - 13:00 | 5 km tecnica libera femminile                                 |
| 26 gennaio | 09:30         | Qualificazioni sprint a tecnica classica maschile e femminile |
| 26 gennaio | 12:30 - 14:00 | Finali sprint a tecnica classica maschile e femminile         |
| 27 gennaio | 10:00 - 13:00 | Staffetta mista 4x5 km                                        |

## Podi

### Ragazzi
| Evento                             | Oro                   | Tempo                 | Argento          | Tempo          | Bronzo           | Tempo            |
| 10 km tecnica classica (dettagli)  | Gabriele Matli        | 27:05.7               | Simon Nordlander | 27:52.7        | Hugo Nilsson     | 27:52.8          |
| 7,5 km tecnica libera (dettagli)   | Gabriele Matli        | 18:08.5               | Federico Pozzi   | 18:15.9        | Hugo Nilsson     | 18:32.5          |
| Sprint tecnica classica (dettagli) | Nils Jonatan Lindberg | Nils Jonatan Lindberg | Federico Pozzi   | Federico Pozzi | Simon Nordlander | Simon Nordlander |

### Ragazze
| Evento                             | Oro            | Tempo        | Argento          | Tempo            | Bronzo            | Tempo         |
| 7,5 km tecnica classica (dettagli) | Mira Göransson | 23:00.2      | Silva Kemppi     | 23:35.0          | Lena Einsiedler   | 23:41.1       |
| 5 km tecnica libera (dettagli)     | Margot Tirloy  | 13:10.10     | Silva Kemppi     | 13:42.2          | Estelle Darbellay | 13:44.5       |
| Sprint tecnica classica (dettagli) | Heidi Bucher   | Heidi Bucher | Minna Mikaelsson | Minna Mikaelsson | Maja Axelsson     | Maja Axelsson |

### Misto
| Evento                      | Oro                                                              | Tempo   | Argento                                                          | Tempo   | Bronzo                                                                  | Tempo   |
| Staffetta 4x5 km (dettagli) | Svezia Simon Nordlander Mira Göransson Hugo Nilsson Moa Lindgren | 51:45.0 | Finlandia Jesse Kahara Selene Rossi Akseli Pitkanen Silva Kemppi | 51:48.5 | Rep. Ceca Jonas Jan Hellmich Hanka Randakova Matej Koznar Anna Milerská | 52:03.8 |

## Medagliere
| Posiz. | Nazione   | Oro | Argento | Bronzo | Totale |
| ------ | --------- | --- | ------- | ------ | ------ |
| 1      | Svezia    | 3   | 2       | 4      | 9      |
| 2      | Italia    | 2   | 2       | 0      | 4      |
| 3      | Austria   | 1   | 0       | 0      | 1      |
| 3      | Francia   | 1   | 0       | 0      | 1      |
| 5      | Finlandia | 0   | 3       | 0      | 3      |
| 6      | Rep. Ceca | 0   | 0       | 1      | 1      |
| 6      | Germania  | 0   | 0       | 1      | 1      |
| 6      | Svizzera  | 0   | 0       | 1      | 1      |
| Totale | Totale    | 7   | 7       | 7      | 21     |